# Muang Alsaphangthong
Muang Alsaphangthong är ett distrikt i Laos.   Det ligger i provinsen Savannakhet, i den centrala delen av landet, 300 km öster om huvudstaden Vientiane.